# Луций Муссий Эмилиан
Луций Муссий Эмилиан (лат. Lucius Mussius Aemilianus; ум. 261 или 262) — римский узурпатор.
Муссий Эмилиан вероятно имел италийские корни. Принадлежал к всадническому сословию. Он был офицером Римской армии при Филиппе Арабе и Валериане. В 247 году был «прокуратором обеих гаваней» (лат. procurator portus utriusque Ostiae (247 г.)) в Остии. Позже он стал префектом провинции Египет, где отвечал за выполнение Валериановых законов против христиан.
Он поддержал восстание Макриана против Галлиена (260—261). После поражения Макриана, вероятно, сам объявил себя императором. Галлиен послал полководца Аврелия Теодота против Эмилиана. После короткой борьбы Эмилиан был побежден (до 30 марта 262), схвачен и, позже, задушен в тюрьме.